# Тамкович, Александр Леонидович
Александр Леонидович Тамкович (бел. Аляксандр Леанідавіч Тамковіч; 9 ноября 1963, Ошмяны — 4 марта 2022, Минск) — белорусский прозаик, журналист, редактор. Член Союза белорусских писателей (с 2012) и Белорусской ассоциации журналистов (с 1998).

## Биография
После окончания факультета журналистики Львовского высшего военно-политического училища работал корреспондентом газеты «Во славу Родины», заместителем главного редактора газеты «Свободные новости». В 2001 году был создателем и руководителем газеты «День».
В 2000 году избран членом руководства Белорусской ассоциации журналистов. С 2009 года был членом Белорусского ПЕН-центра. С 2012 года — член Союза белорусских писателей.
Похоронен на городском кладбище в Ошмянах Гродненской области.

## Награды
- 2011 — литературная премия Беларусского ПЕН-центра им. Алеся Адамовича.

## Избранные произведения
- Судьбы (2006)
- Женщины (2007)
- Асобы (2008)
- Будзіцелі (2009)
- Інтэрв’ю, якіх не было (2009)
- З чаго пачынаецца свабода (2010)
- Лёсы (2010)
- Без палітыкі (2011)
- Супраць плыні (2011)
- Преодоление (2012)
- Арытмія, альбо Код супраціву (2012)
- Жыццё пасля кратаў (2013)
- Найноўшая гісторыя ў асобах (2014)
- Няскораны Міхаіл Марыніч (2015)
- Філасофія дабрыні. Ад катастрофы — да Сада Надзеі (2016)
- Мазаіка жыцця (2017)